# Czarnowiec (województwo wielkopolskie)
Czarnowiec – osada leśna w Polsce położona w województwie wielkopolskim, w powiecie tureckim, w gminie Przykona.
W latach 1975–1998 miejscowość administracyjnie należała do województwa konińskiego.